# Le Portrait de Jennie
Pour plus de détails, voir Fiche technique et Distribution.
Le Portrait de Jennie (titre original : Portrait of Jennie) est un film américain réalisé par William Dieterle, sorti en 1949.

## Synopsis
Le film s'ouvre sur une prise de vue aérienne de nuages bouillonnants au-dessus de New York, une voix-off énonçant des pensées perspectivistes sur le déroulement du temps et les deux exergues suivantes :

« Who Knoweth If To Die
Be But To Live...
And That Called Life
By Mortals
Be But Death? »

« Beauty is truth, truth beauty, that is all ye know on earth, and all ye need to know. »

Eben Adams est un peintre fauché qui rencontre dans Central Park une petite fille, Jennie, qui porte des vêtements d'un autre âge. De mémoire, il fait d'elle un beau croquis qui impressionne ses marchands d'art. Cela lui inspire un portrait - le Portrait Of Jennie. La revoyant grandie, il s'éprend alors de celle qui semble n'être qu'une apparition appartenant au passé.

## Fiche technique
- Titre original : Portrait of Jennie
- Titre français : Le Portrait de Jennie
- Réalisation : William Dieterle
- Scénario : Paul Osborn, Peter Berneis, Ben Hecht (non crédité) et David O. Selznick (non crédité) d'après le roman de Robert Nathan
- Adaptation : Leonardo Bercovici
- Photographie : Joseph August et Lee Garmes (non crédité)
- Montage : William Morgan
- Musique : Bernard Herrmann (non crédité) et Dimitri Tiomkin sur des thèmes de Claude Debussy
- Décors : J. McMillan Johnson
- Costumes : Lucinda Ballard, assistée d'Anna Hill Johnstone
- Peinture du motif : Robert Brackman
- Producteur : David O. Selznick
- Producteur associé : David Hempstead
- Producteur exécutif : Cecil Barker (non crédité)
- Société de production : Selznick International Pictures et Vanguard Films
- Société(s) de distribution : Selznick Releasing Organization (États-Unis)
- Pays de production :  États-Unis
- Langue originale : anglais américain
- Format : noir et blanc et couleur (Technicolor) (scène finale) – 35 mm — 1,37:1 — son : mono (Western Electric Recording) et  stéréo (scène finale)
- Genre : drame psychologique, fantastique
- Durée : 86 minutes (1 h 26)
- Dates de sortie : 
  - États-Unis : 22 avril 1949
  - France : mai 1951
- Affiche : René Péron (France)

## Distribution
- Jennifer Jones : Jennie Appleton
- Joseph Cotten : Eben Adams
- Ethel Barrymore : Miss Spinney
- Lillian Gish : sœur Marie de la Miséricorde
- Cecil Kellaway : Matthews
- David Wayne : Guy O'Toole
- Henry Hull : Eke
- Florence Bates : Mme Jekes
- Esther Somers : Mme Bunce
- Albert Sharpe : Moore
- Anne Francis : jeune fille au musée
- Nancy Davis : jeune fille au musée